# The Pool (film 2018)
The Pool è un film horror prodotto in Thailandia nel 2018, diretto da Ping Lumpraploeng.

## Trama
Il giovane Day è sdraiato in una piscina prosciugata con diverse ferite al corpo. Guarda in basso e urla mentre un coccodrillo gli morde la gamba.
Sei giorni prima, il ragazzo sta lavorando a un servizio fotografico nella stessa piscina dell'apertura, ora piena d'acqua. La sua ragazza Koi e il suo cane Lucky aspettano che finisca.
La mattina seguente Day ripulisce la piscina dagli oggetti di scena utilizzati per il servizio fotografico e si rilassa su un materassino, Lucky è legato al guinzaglio nelle vicinanze. Nonostante sia avvisato che la piscina sta per essere prosciugata, e che quindi dovrà uscire presto, Day finisce per addormentarsi e quando si sveglia il livello dell'acqua è troppo basso perché possa uscirne; un maldestro tentativo si risolve con una brutta ferita all'unghia dell'indice destro. Grida aiuto, ma nessuno è in giro per ascoltarlo. Il giorno dopo, mentre Day dorme sul materassino, Koi si presenta per fargli una sorpresa. Non accorgendosi del livello dell'acqua abbassato, si prepara a saltare giù dal trampolino. Day si sveglia e le grida di non saltare, spaventandola e facendola scivolare. Koi cade in piscina sbattendo la testa sul trampolino, perdendo i sensi. Il fidanzato la trascina sul materassino e si prende cura di lei. Durante la notte un coccodrillo sopraggiunge e, mentre striscia verso Lucky, scivola e cade dentro la piscina.
Al mattino l'acqua è completamente drenata. Day scopre un test di gravidanza positivo nella tasca di Koi e deve respingere gli attacchi del coccodrillo, che si rivela essere una femmina quando depone una covata di uova la notte seguente.
Sotto la piscina c'è un condotto che porta, però, solo a un tombino chiuso con lucchetto e a un'altra piscina vuota, quindi ha come unica utilità quella di trarre al sicuro i due ragazzi in attesa che qualcuno si faccia vivo. Day e Koi combattono contro il caldo, la fame e la sete nutrendosi delle uova del coccodrillo; Day è anche diabetico ma riesce a trovare un kit smarrito precedentemente in cui vi sono alcune siringhe di insulina. A bordo piscina, intanto, c'è ancora Lucky legato ad una catena.
Col passare dei giorni, Day si procura alcune brutte ferite a causa dei morsi del coccodrillo e anche una frattura alla gamba tentando di arrampicarsi. Dopo una settimana, la situazione è disperata: Koi rischia di annegare, in quanto è rimasta bloccata nel condotto di scarico che con la pioggia si sta rapidamente allagando, Day affronta il coccodrillo e lo uccide con un bastone di ferro poi riesce a uscire dalla piscina quando Lucky si tuffa per andare dal suo padrone ma, essendo legato al guinzaglio, rimane impiccato. Il ragazzo sale aggrappandosi all'animale senza vita ed estrae Koi dal condotto allagato, la ragazza appare senza vita ma dopo alcuni disperati tentativi di rianimazione si riprende e i due si abbracciano.

## Accoglienza

### Critica
Sul sito di recensioni Rotten Tomatoes registra un 96% di gradimento, basato su 28 recensioni e una media di 7,40 su 10.